# Zahodna Dvina
Zahodna Dvina ali Daugava (rusko Западная Двина, latinizirano: Zapadnaja Dvina, belorusko Заходняя Дзвіна, latinizirano: Zahodnjaja Dzvina, latvijsko Daugava, latgalijsko Daugova, poljsko Dźwina, nemško Düna, litovsko Dauguva) je reka, ki izvira v Rusiji, teče skozi Belorusijo in se v Latviji pri Rigi izliva v Baltsko morje. Njena dolžina je 1020 km.

## Zemljepisne karakteristike
Zahodna Dvina izvira na Valdijski planoti v Rusiji, na nadmorski višini 221 m. Potem teče v velikem loku v smeri severozahoda, prek Belorusije in Latvije, da bi se pri Rigi izlila v Riški zaliv v Baltiškem morju.
Zahodna Dvina ima porečje okoli 88.000 km², od tega približno 35.000 km² v Belorusiji. Večina tega terena ima nadmorsko višino med 100 in 200 m, tako da je ob strugi reke veliko močvirij in gozdov. V porečju reke je okoli 5000 jezer, večinoma manjših. Največji jezeri sta Rāzna in Lubans v Latviji.
Zahodna Dvina je plovna do beloruskega mesta Vitebsk in je s kanalom prek reke Berezine v Belorusiji povezana z Dneprom. To pomeni, da je v bistvu po reki Zahodna Dvina možno pluti do Črnega morja.
Na reki so postavljene tri hidrocentrale in sicer Rigas, Kegums in Plavinas. Vodni pretok je v povprečju 678 m³/s.
Dolžina reke je 1 021 km, od tega 334 km čez Rusijo (Tverska oblast), 335 km čez Belorusijo (Vitebska oblast) in 352 km čez Latvijo. Prek Latvije teče v pokrajinah Latgalija, Semigalija, Vidzeme in mimo mesta Riga. Ob izlivu tvori erozijsko delto pri nekdanjem otoku Mangalsala, danes polotoku, saj je bilo ustje drugega rokava reke leta 1567 zasuto.

## Poimenovanje
V skladu z Etimološkim slovarjem Maxa Vasmerja toponim Dvina očitno ne more izhajati iz uralskega jezika in verjetno izhaja iz indoevropske besede, ki je pomenila reko ali potok.

## Pritoki
Pomembnejši pritoki Zahodne Dvine so:
- Polota
- Kasplja
- Disna
- Ula
- Ušača
- Velesa

## Mesta na obalah Zahodne Dvine
Na obalah Zahodne Dvine so najpomembnejša mesta:

### Rusija
- Andreapol
- Zahodna Dvina
- Veliž

### Belorusija
- Ruba
- Vitebsk
- Polotsk
- Novapolatsk
- Druya

### Latvija
- Krāslava
- Daugavpils
- Livani
- Jekabpils
- Plavinas
- Jaunjelgava
- Lielvarde
- Kegums
- Ogre
- Salaspils
- Riga

## Okolje
Reka je začela doživljati poslabšanje okolja v času sovjetskega kolektivnega kmetijstva, kar je povzročalo precejšnje neugodno odtekanje vode in z valom projektov hidroelektrarn.

## Kakovost vode
V Belorusiji se onesnaževanje vode Zahodne Dvine šteje za zmerno hudo, pri čemer so glavni viri onesnaževanja odpadne vode, ribogojstvo in kemični snovi v odtokih (herbicidi, pesticidi, nitrati in fosfati).
Pred latvijskim mestom Jekabpils ima voda pH vrednost približno 7,8; v tem okolju imajo kalcijevi ioni značilno koncentracijo okoli 43 miligramov na liter; nitrati imajo koncentracijo okoli 0,82 miligrama na liter (merjeno kot dušik); fosfatni ioni znašajo okoli 0,038 miligrama na liter ter zasičenost s kisikom meri prek osemdeset odstotkov. Visoka vsebnost nitratov in fosfatov Daugave je bistvena za nastanek obsežne biomase fitoplanktona v Baltskem morju; med drugimi evropskimi rekami, ki prispevajo k tako visokemu obremenjevanju Baltskega morja, sta predvsem reki Odra in Visla.

## Zgodovina
Ljudje so se že pred tisočletji naselili na ustju Zahodne Dvine in ob drugih obalah Riškega zaliva. Prvotno so se udejstvovali kot lovci in nabiralci plodov ter so izkoriščali vode reke Zahodne Dvine za ribolov. Od šestega stoletja dalje so Vikingi prečkali Baltsko morje in s plovbo po Zahodni Dvini so prodrli v baltsko notranjost.
V srednjeveškem času je bila Zahodna Dvina pomembno področje trgovanja in plovbe - del trgovske poti od Varjagov do Grkov  in sicer za prevoz krzna s severa in bizantinskega srebra z juga. Območje Rige je postalo ključni element naselitve in obrambe ustja Zahodne Dvine, vsaj v srednjem veku, kar dokazuje zdaj uničena utrdba v mestu Torņakalns na zahodnem bregu Zahodne Dvine v bližini današnje Rige. Od poznega srednjega veka je zahodni del Daugavske kotline spadal pod vladavino različnih narodov in držav; na primer latvijsko mesto Daugavpils, ki se nahaja na Zahodni Dvini, je občasno prišlo pod papinsko vladavino, pa tudi slovansko, poljsko, nemško in rusko, dokler ni bila obnovljena latvijska neodvisnost leta 1990 ob koncu hladne vojne.

## Zanimivosti
Reka Zahodna Dvina je bila prikazana na nekdanjem latvijskem bankovcu za 10 latov.